# Kasteel van l'Épine
Het Kasteel van l'Épine (Frans: Château de l'Épine) is een kasteel in de Franse gemeente Agonges. Het is in 1992 beschermd als historisch monument.

## Geschiedenis
Het kasteel is waarschijnlijk ontstaan als houten mottekasteel. In de 13e eeuw was het niet meer dan een versterkte plaats. Tijdens de onrustige 14e en 15e eeuw werd het kasteel uitgebouwd tot versterkte burcht. De slotgracht werd gegraven en op de hoeken werden torens gebouwd.
De oudst bekende kasteelheer was ene Etienne Boutefeu in 1322. In de 17e eeuw was het kasteel in het bezit van de familie Legendre. Aan het einde van het ancien régime was het kasteel eigendom van het kartuizerklooster in Moulins. Na de Franse Revolutie werd het kasteel aangeslagen als nationaal goed. Het werd verkocht en kwam daarna in privébezit.

## Beschrijving
Het kasteel is gebouwd in een vierkant met op drie hoeken een toren. Het is volledig omgeven door een gracht die gevoed wordt door de rivier Burge. Het oudste deel van het kasteel is de zuidelijke toren en zijn bijgebouw, links van de ingangspoort. In deze toren was vroeger op het gelijkvloers een kapel. Het woongedeelte bevindt zich in de noordelijke vleugel.